# A Successful Failure (film, 1934)
Pour les articles homonymes, voir A Successful Failure.
Pour plus de détails, voir Fiche technique et Distribution.
A Successful Failure est un film américain réalisé par Arthur Lubin, sorti en 1934.

## Fiche technique
- Titre : A Successful Failure
- Réalisation : Arthur Lubin
- Scénario : Michael Kane et Marion Orth
- Photographie : Jerome Ash
- Pays d'origine :  États-Unis
- Format : Noir et blanc - 1,37:1 - Mono
- Genre : Comédie
- Durée : 62 minutes
- Date de sortie : 1934

## Distribution
- William Collier Sr. : Ellery Cushing
- Lucile Gleason : Mme Cushing
- Russell Hopton : Phil Stardon
- George Breakston : Tommy Cushing
- William Janney : Robert Cushing
- Gloria Shea : Ruth Cushing
- Clarence Wilson : H. T. Flintly
- Jameson Thomas : Jerry Franklin
- Richard Tucker : J. W. Blair